# كيت مابيرلي
كيت مابيرلي (بالإنجليزية: Kate Maberly)‏ هي عازفة قيثارة ومغنية ومغنية مؤلفة وعازفة بيانو وممثلة بريطانية، ولدت في 14 مارس 1982 في المملكة المتحدة.

## أعمال

### أفلام
- (2004) العثور على أرض الخلود[4]
- (2009) بوغي مان 3

## وصلات خارجية
- كيت مابيرلي على موقع IMDb (الإنجليزية)
- كيت مابيرلي على موقع ألو سيني (الفرنسية)
- كيت مابيرلي على موقع أول موفي (الإنجليزية)
- كيت مابيرلي على موقع قاعدة بيانات الأفلام السويدية (السويدية)
- كيت مابيرلي على موقع قاعدة بيانات الفيلم (الإنجليزية)
- كيت مابيرلي على موقع كينوبويسك (الروسية)